# Party Monster
Party Monster je americký hraný film z roku 2003, který režírovali Fenton Bailey a Randy Barbato podle vlastního scénáře. Snímek měl světovou premiéru na filmovém festivalu Sundance dne 18. ledna 2003.

## Děj
Na konci 80. let přichází mladý Michael Alig z venkova do New Yorku. Zdejší party ho nudí, proto chce pořádat své vlastní. Založí hudební vydavatelství, vydává časopis a otevře vlastní klub.

## Okolnosti
Film je založen na skutečném příběhu Michaela Aliga, který na konci 80. let zajišťoval jako promotér New York Club Kids extravagantní party na newyorské klubové scéně. Oba režiséři v roce 1998 natočili pod stejným názvem rovněž dokumentární film o Michaelu Aligovi.

## Obsazení
| Seth Green        | James St. James     |
| Macaulay Culkin   | Michael Alig        |
| Diana Scarwid     | Elke                |
| Chloë Sevigny     | Gitsie              |
| Marilyn Manson    | Christina           |
| Dylan McDermott   | Peter Gatien        |
| Mia Kirshnerová   | Natasha             |
| Wilmer Valderrama | Keoki               |
| Daniel Franzese   | The Rat / Dallas MC |
| Natasha Lyonne    | Brooke              |

## Ocenění
- Sundance Film Festival: nominace na Hlavní cenu